# Chelsea (Québec)
Chelsea è un comune del Canada, situato nella provincia del Québec, nella regione di Outaouais. Nel territorio del comune si trova il Lago Meech.